# Aristide Compagnoni
Aristide Compagnoni (* 26. Juli 1910 in Santa Caterina Valfurva; † 13. April 1995 ebenda) war ein in den 1930er-Jahren aktiver italienischer Skilangläufer.
Aristide Compagnoni gewann bei den Nordischen Skiweltmeisterschaften 1937, 1939 und 1941 in den 4 × 10-km-Staffel-Bewerben jeweils die Bronzemedaille, 1937 zusammen mit Giulio Gerardi, Silvio Confortola und Vincenzo Demetz, 1939 mit Severino Compagnoni, Gottfried Baur und Alberto Jammaron und 1941 mit Severino Compagnoni, Alberto Jammaron und Giulio Gherardi.
Bei den Olympischen Winterspielen 1948 war er als Soldat Teilnehmer der italienischen Mannschaft beim Demonstrationsbewerb Militärpatrouillenlauf und erreichte zusammen mit Costanzo Picco, Giacinto De Cassan und Antenore Cuel den vierten Platz.
Er starb im Alter von 84 Jahren.